# Ізобільне (Феодосійський район)
Ізобі́льне (до 1945 року — Татар Асан-Бай, Асан-Бай Татарський крим. Tatar Asan Bay) — село Феодосійського району Автономної Республіки Крим. Розташоване на півдні району.
Відстань від райцентру до населеного пункта становить 17 кілометрів по прямій.